# Pneumolaelaps karawaiewi
Pneumolaelaps karawaiewi  (лат.) — вид клещей семейства Laelapidae из отряда Mesostigmata (Dermanyssoidea). Ранее рассматривался в составе родов Hypoaspis и Laelaps. 
Россия, Украина, Закавказье, Казахстан, Израиль и страны Западной Европы. 
Тело овальной формы, размеры мелкие, менее 0,5 мм. Спинной щит покрыт тонкой сетчатой скульптурой и 39 парами тонких щетинок. 
Обитают в подстилочном слое, в муравейниках, в гнёздах грызунов, под камнями, в гниющих пнях. 
Вид был описан в 1904 году итальянским акарологом и энтомологом Антонио Берлезе (итал. Antonio Berlese, 1863—1927) и назван им в честь российского зоолога Владимира Афанасьевича Караваева.